# Silke Lichtenhagen
Silke Lichtenhagen (ur. 20 listopada 1973 w Leverkusen) – niemiecka lekkoatletka specjalizująca się w krótkich biegach sprinterskich, uczestniczka letnich igrzysk olimpijskich w Atlancie (1996).

## Sukcesy sportowe
- brązowa medalistka mistrzostw Niemiec w biegu na 100 metrów (1996)[1]
- czterokrotna medalistka mistrzostw Niemiec w biegu na 200 metrów – dwukrotnie srebrna (1995, 1996) oraz dwukrotnie brązowa (1993, 1994)[2]
- czterokrotna medalistka halowych mistrzostw Niemiec w biegu na 60 metrów – srebrna (1995) oraz trzykrotnie brązowa (1993, 1994, 1997)[3]
- złota medalistka halowych mistrzostw Niemiec w biegu na 200 metrów (1995)[4]

| Rok  | Miasto    | Zawody                      | Konkurencja        | Wynik         |
| ---- | --------- | --------------------------- | ------------------ | ------------- |
| 1991 | Saloniki  | Mistrzostwa Europy juniorów | sztafeta 4 x 100 m | złoty medal   |
| 1992 | Seul      | Mistrzostwa świata juniorów | sztafeta 4 x 100 m | brązowy medal |
| 1994 | Helsinki  | Mistrzostwa Europy          | sztafeta 4 x 100 m | złoty medal   |
| 1995 | Barcelona | Halowe mistrzostwa świata   | bieg na 200 m      | 4. miejsce    |
| 1995 | Göteborg  | Mistrzostwa świata          | sztafeta 4 x 100 m | brązowy medal |

## Rekordy życiowe
- bieg na 60 metrów (hala) – 7,23 – Dortmund 23/02/1997
- bieg na 100 metrów – 11,24 – Duisburg 12/06/1996
- bieg na 200 metrów – 22,73 – Erfurt 03/07/1994
- bieg na 200 metrów (hala) – 22,96 – Sindelfingen 26/02/1995